# Michael J. Belton
Pour les articles homonymes, voir Belton.
Michael J. S. Belton (né le 29 septembre 1934 à Bognor Regis au Royaume-Uni et mort le 4 juin 2018) est un astronome américain. Il est président du Belton Space Exploration Initiatives et astronome émérite de l'Observatoire de Kitt Peak. Il a présidé le Planetary Science Decadal Survey en 2002 et a dirigé la Galileo Imaging Science Team.

## Biographie
Michael Belton fait des études à l'université de St Andrews en Écosse, puis à l'université de Californie à Berkeley, où il obtient un PhD. Sa thèse s'intitule The Interaction of Type II Comet Tails with the Interplanetary Medium

## Récompenses et distinctions
- 1995 : prix Gerard-P.-Kuiper de planétologie[5]
- L'astéroïde (3498) Belton a été nommé en son honneur[6].